# 拉米耶爾峰
44°52′08″N 06°55′55″E / 44.86889°N 6.93194°E

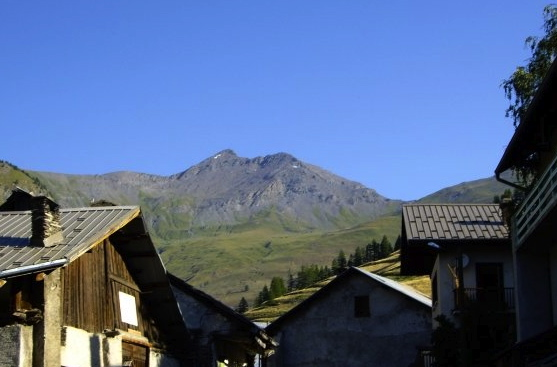

拉米耶爾峰（法語：Bric Froid），是西歐的山峰，位於法國和意大利接壤的邊境，由普羅旺斯-阿爾卑斯-蔚藍海岸大區和皮埃蒙特大區負責管轄，屬於科蒂安阿爾卑斯山脈的一部分，海拔高度3,302米。